# Dismorphia eunoe
Dismorphia eunoe is een vlinder uit de onderfamilie Dismorphiinae van de familie van de witjes (Pieridae).
De wetenschappelijke naam van de soort werd, als Leptalis eunoe, in 1845 gepubliceerd door Doubleday.
De soort komt voor in Mexico en Centraal-Amerika. De rups voedt zich met de vlinderbloemige Inga stenophylla.